# 줄리어스 해리스
줄리어스 해리스(Julius Harris, 1923년 8월 17일 ~ 2004년 10월 17일)는 미국의 연극 배우, 텔레비전 배우, 영화배우이다.
필라델피아에서 태어났으며 우들랜드힐스에서 심근경색으로 사망하였다.

## 영화
- 흔들리는 영혼 (1994년)
- 코델 3 (1993년)
- 할리와 말보로 맨 (1991년)
- 투 슬립 위드 앵거 (1990년)
- 롤러보이즈 (1990년)
- 다크맨 (1990년)
- 노인들의 모임 (1987년)
- 나의 사랑 쇼우퍼 (1986년)
- 크라임웨이브 (1985년)
- 남북전쟁 (1982년)
- 달리는 사이먼 (1981년)
- 퍼스트 패밀리(영어판) (1980년)
- 고프 (1980년)
- 용감한 형제 (1977년)
- 아람브리스타 (1977년)
- 바하마의 별 (1977년)
- 미스터 굿바를 찾아서 (1977년)
- 야망의 계절 (1976년)
- 엔터베 특공작전 (1976년)
- 킹콩 (1976년) - 보엔 역
- 지하의 하이젝킹 (1974년)
- 블레이드 (1973년)
- 흑인 시저 (1973년)
- 007 죽느냐 사느냐 (1973년) - 티 히 역
- 슈퍼 플라이 (1972년)
- 낫씽 벗 어 맨 (1964년)